# Barbora Osvaldová
Barbora Osvaldová (ur. 30 stycznia 1950 w Pradze) – czeska dziennikarka i publicystka, historyk i teoretyk mediów.

## Życiorys
Studia dziennikarskie ukończyła na Wydziale Nauk Społecznych i Publicystyki Uniwersytetu Karola. W 1990 r. zaczęła pracować w Katedrze Dziennikarstwa na Wydziale Nauk Społecznych, której była współzałożycielką.
Kieruje katedrą dziennikarstwa na Wydziale Nauk Społecznych Uniwersytetu Karola i przewodniczy Komisji ds. Etyki.
Autorka artykułów publikowanych na łamach casoism specjalistycznych. Jest współpracownikiem szeregu pism, m.in. „Mediální studia”, „Mladá fronta Dnes”, „Lidové noviny”. Tworzyła bądź współtworzyła kilkanaście książek dziennikarskich.

## Wybrana twórczość
- Česká média a feminismus. 2004. Praha: Libri
- Encyklopedie praktické žurnalistiky. 1999. Praha: Libri
- Než to zapomenem. 1999. Praha: Makropulos
- Vytrženo z kontextu. 2009. Brno: Tribun EU
- Bulvarizace a etika v českých médiích. 2016. Praha: Karolinum
- Etické aspekty v žurnalistice a veřejný zájem. 2011. Praha: Portál
- Kdo patří na titulní stranu? 2015. Praha: Portál pro Newton Information Technology